# Suzanne Whang
Suzanne Whang (황보희?; Contea di Arlington, 28 settembre 1962 – Los Angeles, 17 settembre 2019) è stata una conduttrice televisiva, attrice e comica statunitense.
Nota principalmente per aver condotto per nove anni il programma televisivo House Hunters, ha inoltre recitato in opere come Las Vegas e From Here and OUT.

## Biografia
Nata negli Stati Uniti da genitori sudcoreani, Whang ha conseguito una laurea in psicologia presso la Università Yale e una laurea specialistica in psicologia cognitiva presso l'Università Brown. A partire dal 1990 ottiene piccoli ruoli minori nel mondo dello spettacolo, raggiungendo una maggiore notorietà a partire dal 1999, quando ottiene il ruolo di conduttrice della nascente trasmissione televisiva House Hunters. Seppur mantenendo il ruolo alla conduzione di House Hunters per nove anni, Whang continua a lavorare anche come attrice e comica lavorando a trasmissioni come Las Vegas e apparendo in film di successo come Constantine. Nel 2002 vince il premio "Best Up & Coming Comedian Award" al Las Vegas Comedy Festival. Appare inoltre in singoli episodi di serie TV di grande successo come Cold Case, Criminal Minds e Senza traccia. Una volta conclusa l'esperienza di conduttrice, Whang lavora principalmente come attrice e comica, seppur prendendo parte al cast fisso della trasmissione Don't Tell My Mother.

### Morte
Nel corso della sua vita, Whang ha combattuto più volte contro il cancro, guarendo più volte ma subendo anche ricadute. Muore nel 2019, a soli 56 anni, dopo un'ultima lotta con la patologia, scegliendo di far cremare il suo cadavere in seguito al rito funebre.

## Vita privata
Nel 2013 Whang sposa l'attore teatrale Jay Nickerson.

## Filmografia

### Cinema
- A tutto rock, regia di W.T. Morgan (1990)
- Moglie a sorpresa, regia di Frank Oz (1992)
- Melvin Goes to Dinner, regia di Bob Odenkirk (2003)
- Constantine, regia di Francis Lawrence (2005)
- Edison City, regia di David J. Burke (2005)
- Material Girls, regia di Martha Coolidge (2006)
- Traci Townsend, regia di Craig Ross Jr. (2007)
- Twice as Dead, regia di Terence H. Winkless (2009)
- Son of Morning, regia di Yaniv Raz (2011)
- A Weekend with the Family, regia di Chris Stokes (2016)
- Til Death Do Us Part, regia di Chris Stokes (2017)
- Think and Grow Rich: the Legacy, regia di Scott Cervine (2017)
- Breathless Betrayal, regia di Veronica J. Valentini (2018)

### Televisione
- Road to justice - Il giustiziere – Serie TV, 2 episodi (2000-2001)
- The Norm Show – Serie TV, 1 episodio (2001)
- The Chronicle – Serie TV, 1 episodio (2001)
- New York Police Department – Serie TV, 1 episodio (2001)
- Squadra Med - Il coraggio delle donne – Serie TV, 1 episodio (2002)
- Robbery Homicide Division – Serie TV, 1 episodio (2002)
- The Practice - Professione avvocati – Serie TV, 1 episodio (2002)
- The Perfect Husband: Il marito perfetto – Film TV, regia di Roger Young (2004)
- Ring of Darkness - Il cerchio del diavolo – Film TV, regia di David DeCoteau (2004)
- Still Standing – Serie TV, 1 episodio (2004)
- Due uomini e mezzo – Serie TV, 1 episodio (2005)
- Nip/Tuck – Serie TV, 1 episodio (2005)
- Las Vegas – Serie TV, 12 episodi (2005-2008)
- Criminal Minds – Serie TV, 1 episodio (2006)
- Boston Legal – Serie TV, 1 episodio (2006)
- Senza traccia – Serie TV, 1 episodio (2006)
- Cold Case - Delitti irrisolti – Serie TV, 1 episodio (2006)
- Brothers & Sisters - Segreti di famiglia – Serie TV, 1 episodio (2006)
- Un-Broke: What You Need to Know About Money – Film TV, regia di Adam Feinstein (2009)
- La vita segreta di una teenager americana – Serie TV, 1 episodio (2010)
- General Hospital – Soap opera, 8 episodi (2011)
- Arrested Development - Ti presento i miei – Serie TV, 1 episodio (2013)
- Dexter – Serie TV, 2 episodi (2013)
- Don't Ask Nancy – Serie TV, 1 episodio (2013)
- Anger Management – Serie TV, 1 episodio (2014)
- About a Boy – Serie TV, 1 episodio (2014)
- From Here on OUT – Serie TV, 6 episodi (2014)
- The Kim Kardashian Show – Miniserie TV, 1 episodio (2014)
- Hungry – Serie TV, 1 episodio (2014)
- The McCarthys – Serie TV, 1 episodio (2014)
- The Widow's Mark – Serie TV, 1 episodio (2014)
- TMI Hollywood – Serie TV, 3 episodi (2014-2015)
- The Real Cat Therapist of Beverly Hills – Serie TV, 1 episodio (2015)
- Kingdom – Serie TV, 2 episodi (2015)
- Un diavolo di angelo – Serie TV, 1 episodio (2016)
- The Mick – Serie TV, 2 episodi (2017)
- Now We're Talking – Serie TV, 1 episodio (2018)
- Double the Trouble, Twice the Fun – Film TV, regia di David Hillenbrand e Scott Hillenbrand (2018)
- For the People – Serie TV, 1 episodio (2019)

### Videogiochi (doppiaggio)
- Secret of the Luxor (1997)

## Programmi televisivi
- Personal fX: Breakfast Time (1994)
- Personal fX: The Pet Department (1996) – Co-conduttrice
- Fox after Breakfast (1996)
- New Attitudes (1999) – Co-conduttrice
- House Hunters (1999-2007) – Conduttrice
- Don't Tell My Mother (2011)